# Troquilins
Els troquilins (Trochilinae) són una de les subfamílies que formen la família dels troquílids (Trochilidae).

## Morfologia
El dimorfisme sexual és important al si d'aquesta subfamília. Els mascles són prou més acolorits que les femelles. Distingir l'espècie a la qual pertany un mascle és fàcil gràcies a les netes diferències de coloració. Entre les femelles o l'altra subfamília de colibrís, els faetornitins, cal recórrer a la llargària i forma del bec o altres índex. La capacitat mimètica de les femelles és molt evident.

## Taxonomia
Antany els colibrís eren classificats en dues subfamílies, i dins els troquilins s’incloïen un gran nombre de les espècies que avui són ubicades a altres subfamílies.
Un estudi de filogenètica molecular dels colibrís publicat el 2007 va mostrar que la família constava de nou clades principals. Quan Edward Dickinson i James Van Remsen, Jr. van actualitzar la Howard & Moore Complete Checklist of the Birds of the World per a la quarta edició el 2013, van dividir els nou clades en sis subfamílies i van proposar per a una d'elles el nom Troquilinae

Avui aquesta subfamília és classificada en tres tribus, 51 gèneres i 164 espècies (dues extintes).
- - Tribu Lampornithini, amb 7 gèneres i 17 espècies.			
    - Gènere Sternoclyta amb una espècie: colibrí de pit violaci (Sternoclyta cyanopectus)
    - Gènere Hylonympha amb una espècie: colibrí de cua de tisora (Hylonympha macrocerca)
    - Gènere Eugenes amb dues espècies.
    - Gènere Panterpe amb una espècie: colibrí insigne (Panterpe insignis).
    - Gènere Heliomaster amb 4 espècies.
    - Gènere Lampornis amb 8 espècies.
    - Gènere Lamprolaima amb una espècie: colibrí de gorja granat (Lamprolaima rhami)

  - Tribu Mellisugini, amb 16 gèneres i 36 espècies.			
    - Gènere Calliphlox amb una espècie: colibrí ametista (Calliphlox amethystina)
    - Gènere Myrtis amb una espècie: colibrí de collar porpra (Myrtis fanny)
    - Gènere Rhodopis amb una espècie: colibrí d'Atacama (Rhodopis vesper)
    - Gènere Myrmia amb una espècie: colibrí cuacurt (Myrmia micrura)
    - Gènere Thaumastura amb una espècie: colibrí de Cora (Thaumastura cora)
    - Gènere Philodice amb dues espècies.
    - Gènere Eulidia amb una espècie: colibrí d'Arica (Eulidia yarrellii)
    - Gènere Microstilbon amb una espècie: colibrí de Burmeister (Microstilbon burmeisteri)
    - Gènere Chaetocercus amb 6 	espècies.
    - Gènere Tilmatura amb una espècie: colibrí de Dupont (Tilmatura dupontii)
    - Gènere Doricha amb dues espècies.
    - Gènere Calothorax amb dues espècies.
    - Gènere Archilochus amb dues espècies.
    - Gènere Mellisuga amb dues espècies.
    - Gènere Nesophlox amb dues espècies.
    - Gènere Calypte amb dues espècies.
    - Gènere Selasphorus amb 9 espècies.

  - Tribu Trochilini, amb 28 gèneres i 111 espècies (dues extintes)			
    - Gènere Phaeoptila amb una espècie: colibrí fosc (Phaeoptila sordida)
    - Gènere Riccordia amb 5 espècies.
    - Gènere Cynanthus amb 6 espècies.
    - Gènere Chlorostilbon amb 10 espècies.
    - Gènere Basilinna amb dues espècies.
    - Gènere Pampa amb 3 espècies.
    - Gènere Abeillia, amb una espècie, colibrí d'Abeillé (Abeillia abeillei).
    - Gènere Klais amb una espècie: colibrí carablau (Klais guimeti)
    - Gènere Orthorhyncus, amb una espècie, colibrí crestat (Orthorhyncus cristatus).
    - Gènere Anthocephala amb dues espècies.
    - Gènere Stephanoxis amb dues espècies.
    - Gènere Campylopterus amb 10 espècies.
    - Gènere Chalybura amb dues espècies.
    - Gènere Thalurania amb 4 espècies.
    - Gènere Microchera amb tres espècies.
    - Gènere Goldmania amb dues espècies.
    - Gènere Eupherusa amb 5 espècies.
    - Gènere Phaeochroa amb una espècie: colibrí de Cuvier (Phaeochroa cuvierii)
    - Gènere Leucippus amb una espècie: colibrí cremós (Leucippus fallax)
    - Gènere Thaumasius amb dues	espècies.
    - Gènere Taphrospilus amb una espècie: colibrí clapat (Taphrospilus hypostictus)
    - Gènere Eupetomena amb dues espècies.
    - Gènere Talaphorus amb una espècie: colibrí blanc-i-verd (Talaphorus chlorocercus)
    - Gènere Trochilus amb dues espècies.
    - Gènere Ramosomyia amb tres espècies.
    - Gènere Saucerottia amb 11 espècies.
    - Gènere Amazilia amb 5 espècies.
    - Gènere Amazilis amb una espècie: colibrí amazília costaner (Amazilis amazilia)
    - Gènere Uranomitra amb una espècie: colibrí amazília andí (Uranomitra franciae)
    - Gènere Chrysuronia amb 9 espècies.
    - Gènere Leucochloris amb una espècie: colibrí gorjablanc (Leucochloris albicollis)
    - Gènere Chionomesa amb dues espècies.
    - Gènere Hylocharis amb dues espècies.
    - Gènere Elliotomyia amb dues espècies.
    - Gènere Polyerata amb tres espècies.
    - Gènere Chlorestes amb 5 espècies.